# Primula obsessa
Primula obsessa är en viveväxtart som beskrevs av William Wright Smith. Primula obsessa ingår i släktet vivor, och familjen viveväxter. Inga underarter finns listade i Catalogue of Life.